# Oncosphère

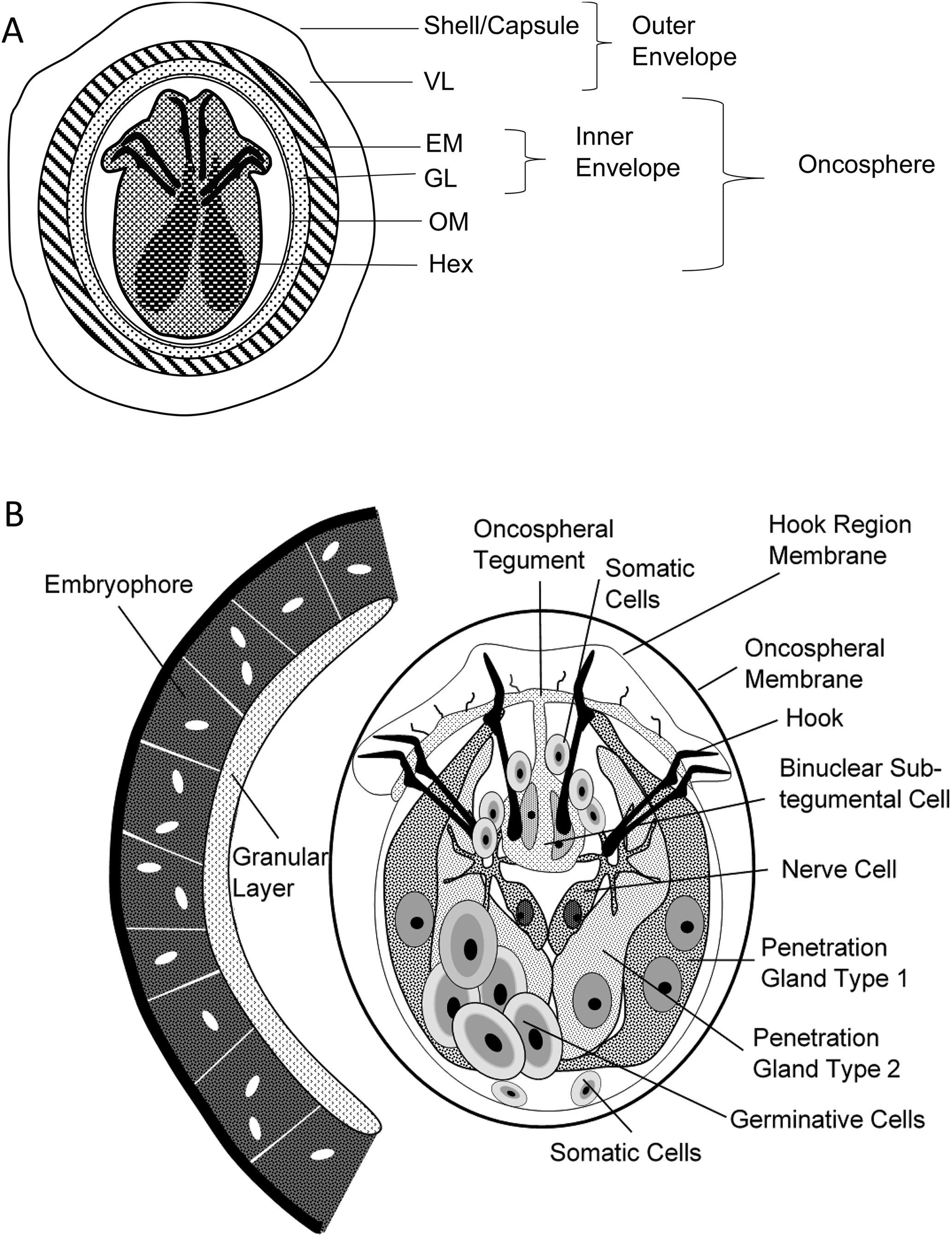
Description générale de l'œuf (A) et de l'oncosphère (B) d'Echinococcus spp. Les six crochets (hexacanthe, hook en anglais) disposés en trois paires sont clairement visibles dans l'oncopshère.

Une oncosphère est la forme larvaire d'un Eucestoda (sous-classe des Cestodes) une fois qu'il a été ingéré par un hôte intermédiaire. Elle est aussi appelée coracidium ou embryon hexacanthe (soit un embryon avec 6 crochets) ou encore simplement hexacanthe. 
Les cestodes adultes sont des parasites intestinaux de l'homme et de nombreuses espèces animales (mammifères, poissons, etc.). La découverte et l'identification précise d'oncosphères dans les selles de malades ou dans les prélèvements animaux est un élément historique et traditionnel du diagnostic de parasitisme.
L'hôte intermédiaire doit ingérer les œufs de cestode dans sa nourriture ou dans l'eau, puis ces œufs éclosent et se développent en oncosphères qui creuseront ensuite à travers la paroi intestinale de l'hôte intermédiaire afin d'accéder aux organes ou tissus où ils continueront vers la prochaine étape de leur développement en tant que cysticerques (vers de vessie). Le cysticerque est un kyste créé par l'oncosphère. Pour devenir un ténia adulte, un cysticerque doit alors être consommé par son hôte définitif (dans de la viande crue ou insuffisamment cuite) et s'établir en s'ancrant dans le tube digestif de cet hôte. À partir de là, le ver grandira en longueur et finira par produire des proglottis qui sortiront du tractus intestinal avec d'autres déchets, puis éclateront, libérant les œufs du ver et complétant le cycle,.
En médecine humaine les parasites, intestinaux ou non,  producteurs d'hexacanthes sont les ténias tels que Hymenolepsis nana agent du téniasis ou ténia nain, Multiceps milticeps agent de la cénurose, Echinococcus granulosus agent du kyste hydatique, Echinococcus multilocularis agent de l'échinococccose alvéolaire, Taenia saginata agent du ver solitaire, Taenia solium agent de la cycsticercose et Dibothriocephalus latus agent de la bothriocéphalose.